# Cyclomia costipuncta
Cyclomia costipuncta là một loài bướm đêm trong họ Geometridae.